# Acaulopage gyrinodes
Acaulopage gyrinodes är en svampart som beskrevs av Drechsler 1948. Acaulopage gyrinodes ingår i släktet Acaulopage och familjen Zoopagaceae.   Inga underarter finns listade i Catalogue of Life.